# Терёшкина, Виктория Валерьевна
Викто́рия Вале́рьевна Терёшкина (род. 31 мая 1983, Красноярск) — российская артистка балета, прима-балерина Мариинского театра. Народная артистка России (2018). Лауреат высшей театральной премии Санкт-Петербурга «Золотой софит» (2005, 2006), Лауреат IX Международного конкурса артистов балета «Арабеск» (Пермь, 2006).

## Биография и творчество
Родилась 31 мая 1983 года в Красноярске. Окончила академию балета имени Вагановой в 2001 году, где училась у одного из лучших методистов, заслуженного деятеля искусств М. А. Васильевой, профессора кафедры методики преподавания классического танца.
В Мариинском театре стала первой исполнительницей партий Королевы моря в спектакле «Ундина» в хореографии Пьера Лакотта в 2006 году и Царь-девицы («Конёк-Горбунок» в хореографии Алексея Ратманского, 2009 год). Балерина, близкая к идеалу классической школы русского балета.
В феврале 2010 года с её участием успешно прошли гастроли балетной труппы Мариинского театра в Вашингтоне, в Кеннеди-центре, программа сотрудничества с которым рассчитана на 10 лет, представлением балета «Спящая красавица» (хореография Мариуса Петипа в редакции Константина Сергеева).
В 2010 году стала лауреатом премии «Мисс виртуозность». Свой приз получила 2 апреля 2010 года из рук спортсмена Николая Валуева в Мраморном зале Этнографического музея.

## Репертуар
| Партия                                        | Балет                                  | Постановка                                   | Композитор                              |
| Одетта-Одиллия                                | «Лебединое озеро»                      | Лев Иванов                                   | Пётр Чайковский                         |
| Китри                                         | «Дон Кихот»                            | Александр Горский                            | Людвиг Минкус                           |
| Гамзатти, Никия                               | «Баядерка»                             | Мариус Петипа                                | Людвиг Минкус                           |
| Мирта, Жизель                                 | «Жизель»                               | Мариус Петипа                                | Адольф Адан                             |
| Фея Золота, Фея Бриллиантов, принцесса Аврора | «Спящая красавица»                     | Мариус Петипа                                | Пётр Чайковский                         |
| Раймонда                                      | «Раймонда»                             | Мариус Петипа                                | Александр Глазунов                      |
| Джульетта                                     | «Ромео и Джульетта»                    | Леонид Лавровский                            | Сергей Прокофьев                        |
| Маша                                          | «Щелкунчик» сценография:Михаил Шемякин | Кирилл Симонов                               | Пётр Чайковский                         |
| Медора                                        | «Корсар»                               | П. Гусев, Ж. Перро, М. Петипа, О. Виноградов | А. Адан, Л. Делиб, П. Г. Ольденбургский |
| Солистка                                      | «В ночи»                               | Джером Роббинс                               | Фредерик Шопен                          |
| Солистка                                      | «Парк»                                 | Анжелен Прельжокаж                           | Вольфганг Амадей Моцарт                 |
|                                               | Балеты Баланчина                       |                                              |                                         |
| Полигимния, Терпсихора, Каллиопа              | «Аполлон»                              | Джордж Баланчин                              | Игорь Стравинский                       |
| Солистка                                      | «Серенада»                             | Джордж Баланчин                              | Пётр Чайковский                         |
| «Рубины», «Бриллианты»                        | «Драгоценности»                        | Джордж Баланчин                              | Пётр Чайковский                         |
| Солистка                                      | «Четыре темперамента»                  | Джордж Баланчин (1951)                       | Пауль Хиндемит (1940)                   |
| Солистка                                      | «Балле Империал»                       | Джордж Баланчин                              | Пётр Чайковский                         |
|                                               | Балеты Ратманского                     |                                              |                                         |
| Худышка                                       | «Золушка»                              | Алексей Ратманский                           | Сергей Прокофьев                        |
| Царь-девица                                   | «Конёк-Горбунок»                       | Алексей Ратманский                           | Родион Щедрин                           |
|                                               | балеты Уильяма Форсайта                |                                              |                                         |
|                                               | «Approximate Sonata»                   | Уильям Форсайт                               |                                         |
|                                               | «In the Middle Somewhat Elevated»      | Уильям Форсайт                               |                                         |
| Мехменэ Бану                                  | «Легенда о любви»                      | Юрий Григорович                              | А. Д. Меликов                           |
| Солистка                                      | «Этюды»                                | Харальд Ландер                               | Карл Черни                              |
| куртизанки                                    | «Манон»                                | Кеннет Макмиллан                             | Жюль Массне                             |
| Ундина                                        | «Ундина» (Королева моря)               | Пьер Лакотт                                  |                                         |

## Награды и премии
- 2005 — Лауреат высшей театральной премии Санкт-Петербурга «Золотой софит» в номинации «Лучшая женская роль в балетном спектакле» в балетном спектакле Approximate Sonata — хореография Уильяма Форсайта
- 2006 — Лауреат IX Международного конкурса артистов балета «Арабеск-2006» (Пермь)
- 2006 — Лауреат высшей театральной премии Санкт-Петербурга «Золотой софит» в номинации «Лучшая женская роль в балетном спектакле» за роль Королевы моря в балете «Ундина»
- 2006 — Обладатель приза журнала «Балет» — «Душа танца» в номинации «Восходящая звезда»
- 2008 — Заслуженная артистка Российской Федерации
- 2010 — Лауреат Международной балетной премии «DANCE OPEN» в номинации «Мисс виртуозность»
- 2018 — Народная артистка Российской Федерации